# ボーメ
ボーメ（仏: Beaumais）は、フランスのノルマンディー地域圏、カルヴァドス県に属するコミューン。

## 地理
カーンの南東38km、ファレーズから東に10kmほどいった県南部の田園地帯に位置する。この地方の多くの農村と同じく、いくつかの小集落が集まって一つのコミューンを形成する。ディーヴ川などの河川が流れる。北でモルトー＝クリブフと、東でレ・ムーティエ＝アン＝オージュと、南でクロシーと、西でフリネ＝ラ＝メールと、北西でダムブランヴィルとそれぞれ接する。幹線道路が近くを通るため、交通の便はよい。

## 行政
- コレット・アヌー（Colette Hunou、無所属、1995年6月から） 女校長

## 人口の推移[1]
| 1962年 | 1968年 | 1975年 | 1982年 | 1990年 | 1999年 | 2007年 |
| ------ | ------ | ------ | ------ | ------ | ------ | ------ |
| 218    | 217    | 205    | 169    | 157    | 164    | 186    |